# Polski Bank Komisowy
Polski Bank Komisowy – bank działający w centrum Poznania w okresie międzywojennym.

## Historia
Bank został utworzony w 1919.  Zlikwidowany prawdopodobnie w 1924 r.
Bank prowadził oddział w Gdańsku przy Langgasse 37 (ob. ul. Długa) (1920-1922).

## Siedziba
W 1921 siedziba banku mieściła się w Poznaniu przy ul. Gwarnej 19.